# جيوفاني مارتيوتشيلو
جيوفاني مارتيوتشيلو (بالإيطالية: Giovanni Martusciello)‏ (19 أغسطس 1971 في إيطاليا - ) هو لاعب كرة قدم إيطالي في مركز الوسط. لعب مع نادي إمبولي ونادي باليرمو ونادي جنوى ونادي سيتاديلا ونادي كاتانيا ونادي لوكيزي وسيتا دي بونتيديرا وايه إس دي سامبينديتيس كالتشيو ‏ وSSD Ischia Calcio ‏.

## روابط خارجية
- جيوفاني مارتيوتشيلو على موقع قاعدة بيانات كرة القدم.إي يو (الإنجليزية)
- جيوفاني مارتيوتشيلو على موقع Soccerway.com (الإنجليزية)
- جيوفاني مارتيوتشيلو على موقع عالم كرة القدم.نت (الإنجليزية)